# 伴須賀雄
伴 須賀雄（とも の すがお）は、平安時代初期から前期にかけての貴族。左近衛少将・大伴和武多麻呂または右兵衛督・伴勝雄の子。官位は従四位上・因幡権守。

## 経歴
承和年間に備後権掾を務める。この間の承和5年（838年）遣唐使に別請益生（特別研究員）として随行し長安へ入京、翌年無事帰国している（この時の位階は正六位上）。嘉祥3年（850年）文徳天皇の即位後に従五位下に叙爵し、文徳朝では土佐権守・紀伊介・縫殿頭を歴任する。
清和朝に入り、貞観2年（859年）従五位上に昇叙され、引き続き縫殿頭を務める一方、但馬介/守も兼任した。陽成朝では、主殿頭・因幡権介を務める傍ら、元慶元年（877年）従四位下、元慶6年（882年）従四位上に至っている。

## 人物
囲碁の名人で、遣唐使から帰国直後の承和6年（839年）10月に共に当時囲碁の名人とされていた伴雄堅魚と共に仁明天皇に召されて囲碁の天覧対局を行った。この際、須賀雄が2子格上であったが、5局指して1勝4敗だったという。

## 官歴
『六国史』による。
- 承和6年（839年） 10月1日：見正六位上・備後権掾
- 嘉祥3年（850年） 5月17日：従五位下
- 仁寿3年（853年） 正月16日：土佐権守
- 斉衡3年（856年） 3月11日：紀伊介
- 天安元年（857年） 2月23日：縫殿頭
- 貞観元年（859年） 11月19日：従五位上
- 貞観9年（867年） 正月12日：兼但馬介。9月16日：兼但馬守
- 時期不詳：正五位下。主殿頭
- 元慶元年（877年） 11月21日：従四位下
- 元慶2年（878年） 2月15日：因幡権介
- 元慶6年（882年） 正月7日：従四位上